# Хорезмский танец
Хорезмский танец-узбекский народный танцевальный стиль. В Хорезме сформировался в глубокой древности и развивался на протяжении веков.
В Хорезмском танце верхняя часть туловища откинута назад, лопатки расположены близко друг к другу, колени слегка согнуты, кончики ног раздвинуты в стороны. У девушек кончики пальцев направлены вниз, локти слегка согнуты, у парней руки вытянуты, локти прямые, пальцы направлены вверх, ладони в стороны. Головные уборы на головах, привязанная ко лбу, шокилы (серебряные или золотые украшения) свисающие с груди, серьги в ушах, браслеты на запястьях, также попадают в танцевальные техники «Мойе» и служат для создания общего танцевального образа. Парни играют в темных камзолах поверх них и с шапочками на головах. В процессе танца одинаково характерно для женского и мужского танца трепетание пальцев, трепет туловища, рук, похлопывание по плечу, прыжки на корточках, методика кайрокдара. Хорезмский танец богат движениями. В дошедших до нас пьесах" Чагалл"," Норимнорим"," аликамбар"," оразибон"," Мури"," Хоббимбой"," Шириноввот" проявились мальчики-танцоры и клоуны, а в таких танцах, как" Ашшадароз"," статус уфори", доминировали танцовщицы. В исполнении танцевального коллектива" лазги " с одинаковым мастерством играют мужчины и женщины. Известная Халфа Собирова (1885—1952) оказала большую услугу в поддержании композиции спектакля «Халфа», игре на гармошке и пении, особенно в выводе на сцену женских танцев. Оллаберганова, Р. Хакимова, Р. Отажоновы- бывшие участники ансамбля Онаджон Халфа. В сохранении и развитии Хорезмского танцевального стиля, традиций, в новых социальных условиях особую заслугу имеют Гамбар бола, Канарак бола Саидов, Кадирберган Отажонов, Карим Оллаберганов, римажон Маткаримова, матлатиф Саидов, Латиф Зарифов, Худойберган токтук, Гавхар матекубова и др. Хорезмский стиль танца продолжает развиваться в Хорезмском областном театре, народных ансамблях, ансамбле «Лазги» при объединении «Узбекракс».